# Тејмур Раџабов
Тејмур Раџабов (12. март 1987) је азербејџански шаховски велемајстор тренутно рангиран као #2 у Азербејџану и #17 у свету.
Као веома надарено дете, Раџабов је стекао титулу велемајстора у марту 2001. године у узрасту од 14 година, поставши други најмлађи велемајстор у историји свих времена. Он је постао други најмлађи играч у историји, који се нашао на листи ФИДЕ Топ 100 играча у 2003. години.
Он је већ два пута наступао на турниру кандидата у 2012 и 2013 и освојио Европски екипни шаховски шампионат са Азербејџаном у 2009, 2013. и 2017. Раџабов је достигао свој највећи рејтинг 2793 у новембру 2012. године и био је оцењен као четврти у свету у исто време.

## Младост
Раџабов је рођен у Бакуу, у Азербејџану. Његов отац, Борис Шејнин је инжењер, који је студирао у истој шаховској школи у Бакуу са Гари Каспаровим а његова мајка је наставник енглеског језика. Раџабов је почео да игра шах у узрасту од 3 и похађао средњу школу број 160 у Бакуу. Тренирао га је његов отац.

## Каријера

### 1999
Као најмлађи од учесника Раџабов је освојио Европско Првенство у групи до 18 година, са шест година старијим Евгенијем Постним на другом месту.

### 2001
Још као тринаестогодишњак са рејтингом 2483, Раџабов је освојио друго место на  Б турниру у Вајк ан Зеу, постигавши +6 -2 =3. Михаил Гуревич (2694) на првом месту је био ½ бода испред и играч који се квалификовао за А турнир наредне године у Вајк ан Зеу.

### 2002
Раџабов је други најмлађи играч икада, након Јудит Полгар који је ушао у ФИДЕ Топ 100 листу играча. Са рејтингом 2599 у јануару 2002. године он је заузео 93. место у свету, док је још имао 14 година. На ФИДЕ Москва Рапид Гранд при турниру у јуну је освојио мечеве против Иванчука, Свидлера, Бељавског и Акопјана пре него што је  изгубио у финалу од Каспарова ½ –1½.

### 2003
У 2003. години Раџабов је победио Гарија Каспарова, Вишванатана Ананда, и Руслана Пономарева црним фигурама, што га је учинило првим играчем који је победио три бивша и актуелна светска ФИДЕ шаховска шампиона са црним фигурама у једној години. Хикару Накамура је поновио подвиг у 2011. години, победивши Пономарева, Ананда и Владимира Крамника.
Раџабова победа против Пономарева је остваренау Вејк-ан-Зеу, где је Раџабов постигао +3 -3 =7, док је победа против Ананда остварена у Дортмунду, где је постигао +2 -2 =6. Победа над Каспаровим у Линаресу је била једина победа Раџабова на турниру, , где је завршио са +1 -4 =7 поена. Каспаров је био непобеђен на пет узастопних турнира у Линаресу док није изгубио од Раџабова. Он није изгубио рејтинговану партију у игри са белим фигурама седам година, и никада после тога није изгубио.

### 2004
Раџабов је учествовао у Линаресу, где је постигао +2 -2 =8 и поделио четврто место са Веселином Топаловим,  један поен иза победника Владимира Крамника, након што је ремизирао обе своје партије против Гарија Каспарова. Он је такође стигао до полуфинала (освојивши бронзану медаљу) ФИДЕ првенства света у шаху 2004.

### 2005
Раџабов је победио на Дос Ерманас у априлу, испред, између осталих, Древе и Азмајпарашвилија. Касније те године заузео је друго место на Европском првенству, иза Нисипеануа али је са Карјакином, Иванчуком и Ароњаном поделио од трећег до петог места.

### 2006
Дана 22. фебруара  Раџабов је победио ФИДЕ светског шампиона Веселина Топалова (2801) са црним фигурама и  и завршио као други у Линарес/Морелији са резултатом +4 −2 =8 на турниру.
У новембру, Раџабов је победио на јаком рапид турниру у Кап Дагду. Добио је све партије у четвртфиналу и полуфиналу против Волокитина и Бакрота а онда победио у финалу Сергеја Карјакина (који је елиминисао Магнуса Карлсена у полуфиналу) 1½–½.
У децембру, током Креативног фестивала у Фиренци (Тоскана, Италија), Раџабов је изубио убрзану партију против Deep Junior, шаховског компјутера који је победио на Светском компјутерском шаховском шампионату у Турину.

### 2007
У јануару је Раџабов поделио прво место у категорији 19 Corus Chess Tournament у Вајк ан Зеу са Веселином Топаловим и Левоном Ароњаном, испред Крамника и Ананда. Постигао је пет победа, једну изгубљену и седам ремија.
Раџабов је такође планирао да игра у Морелији/Линаресу 2007. године, али због тога што су му украдене неке његове ствари у Мексику, он се повукао са турнира. Његово место је заузео Василиј Иванчук.

### 2008
У јануару Раџабов осваја Куп ACP у убрзаном шаху у Одеси, након што је победио Гришчука у финалу 2-5–1½. Касније, у истом месецу поделио је треће место у Вајк ан Зеу заједно са светским шампионом Вишванатаном Анандом после победе са белим фигурама, завршивши са ½ поена мање од првог (+3 -1 =9). Раџабов је одиграо просечно у Линаресу (+2 -2 =8), и разочаравајуће Бакуу (+2 -3 =8), , али је завршио као трећи у Софији (+2 -1 =7), иза Иванчука и Топалова. У Сочију, у августу, он је освојио друго место (+5 -2 =6) иза Аронјана, и завршио турнирску годину веома успешно, делећи прво место у Елисту (+4 -1 =8).

### 2009
У Вајк ан Зеу Раџабов је поделио друго место са Ароњан и Сергејом Мовсесјаном, ½ поена иза победника Сергеја Карјакина. Заузео је пето место на тај брејк у Линаресу после једине победе на турниру против Ароњана, а био је непобеђен у Базни у јуну, чак и ако је само једном победио, у партији против Гате Камског. У октобру је Раџабов предводио азербејџански тим до победе на Европском екипном шампионату у шаху у Новом саду.

### 2010
У мају Раџабов дели друго место у Астрахани, пошто је обезбедио друго место на Гран При ФИДЕ 2008-2010, чиме је стекао право да игра на турниру кандидата за првенство света у шаху 2012. У Базни следећег месеца Раџабов је поделио друго место са Борисом Гељфандом након што га је победио у обе њихове међусобне партије (Карлсен је освојио турнир). Раџабов је освојио друго место у свету на Светском првенству у брзопотезном шаху, са 24/38. Ароњан је победио са 24½ а Карлсен је био трећи са 23½.

### 2011
У четвртфиналу турнира кандидата у Казану Раџабов је елиминисан од Владимира Крамника у брзопотезном тај брејку, након скандалозног инцидента са неисправним шаховским сатом.
Раџабов се венчао 7. октобра након спектакуларног рејтинг перформанса од 3019 на Европском шаховском куп првенству, док је играо на првој табли за тим SOCAR, док је екипа завршила као друга у генералном пласману. Касније у истом месецу Раџабов је водио азербејџански тим до сребрне медаље на европском тимском Шаховском шампионату у Порто Карасу. У новембру је достигао нови највећи рејтинг 2781. Архивирано на веб-сајту  (16. август 2009)

### 2012
У јануару се Раџабов такмичио на Тата Стил турниру у Вајк ан Зеу, где су  између осталих наступали светски број 1 Магнус Карлсен и светски број 2 Левон Ароњан. Просечан рејтинг турнира био је 2755, што је турнир од тринаест кола сврстало у категорију 21. Раџабов је постигао +3 -0 =10 и поделио друго место са Магнусом Карлсеном и Фабианом Каруаном, поен иза победника Левона Ароњана. То је био његов четврти турнир у низу у Вај ен Зеу који је завршио на једном од прва три места. На још јачем Таљевом Меморијалу (Категорија 22 са просечним рејтингом 2776) поделио је друго место (+2 -1 =6), иза победника Карлсена, и достигао нови рекордни рејтинг и ранг, као бр. 4 са рејтингом 2788. на јулској листи. Раџабов је такође наступао на првој табли на Олимпијади 2012. у Истанбулу, Турска, а резултат је подигао његов рејтинг од 2788 до личног максимума 2793, и имао је други највиши перформанс на првој табли. 17. октобра Раџабов је предводио SOCAR до победе на Европском Шаховском клупском Купу, играјући на првој табли, и поново је имао други највиши перформанс на његовој табли.

### 2013
Раџабов је играо у 2013 на турниру кандидата, који је одржан у Лондону, од 15. марта до 1. априла. Завршио је на последњем месту, са +1-7=6.
Репрезентација Азербејџана за коју је наступао Раџабов је победила на тимском првенству Европе у шаху у новембру 2013. године у Варшави, Пољска. Раџабов је постигао 4½/8 (+1-0=7) на турниру.

### 2014
Раџабов се вратио у шаховски врх на отварању Меморијала Гашимова такође познатог као Шамкир шах, у част сећања на покојног азербејџанског велемајстора. Раџабов је постигао 5/10 и заузео треће место иза Карлсена и Каруане, освојивши 11 рејтинг бодова на ранг листи. Он је победио Магнуса у њиховој међусобној партији.

### 2015
Раџабов је учествовао у Шаховском турниру у Вајк ан Зеу и био 8. од 14 такмичара са 6/13 поена. Исте године он је освојио бронзану медаљу на светском Првенству у убрзаном шаху иза Карлсена и Јана Непомнијачног.

### 2016
У 2016. години, Раџабов је играо на бројним турнирима, као што су Меморијал Гашимова, Клупско првенство Европе, Светско првенство у  брзопотезном и убрзаном шаху и на шаховској Олимпијади без освајања иједног турнира.

### 2017
У априлу, Раџабовје наступао на годишњем Шамкир турниру и завршио као 8. од 10 играча.
Раџабов је наступао на ФИДЕ Гран прију 2017. Он је освојио 4 место од 18 у Москви у мају. У јулу је освојио прво место у Женеви, постигавши 6/9 поена. Он је био у стању да победи Гирија, Свидлера и Ељанова, и ремизира у преосталих  6 партија. Остварио је скор 5/9 бодова у последњој рунди у Палми, и заузео треће место у укупном пласману Гран прија, будући да му је 24 поена осигурало друго место и квалификације за 2018 Турнир кандидата.
На септембарској ФИДЕ листи 2017, Раџабов је био рангиран као 19. у свету. То је било први пут, почевши од октобра 2015. године, да је Раџабов успео да уђе у првих 20 на листи. Следећег месеца он се попео на бр. 17, што је била његова најбоља позиција у више од четири године. У новембру, Раџабов је освојио златну медаљу на Европском екипном шаховском шампионату са репрезентацијом  Азербејџана и сребрну медаљу на за друго место на другој табли.

### 2018
Раџабов ће играти на 2018 Шамкир турниру по четврти пут у својој каријери.

## Стил игре
.Раџабов је скоро једини одговоран за тренутно оживљавање Краљеве индијске одбране.(42) Он је чак победио и светског броја један, Магнуса Карлсена овом одбраном у 2014. на Меморијалу Гашимова. Он је такође једини топ играч који упорно игра оштру Шилеманову одбрану у Руј Лопезовом отварању, остваривши +1 −0 =10 на топ турнирима од 2008. до 2011, ремизирајући између осталих и са Карлсеном, Анандом, Топаловим, Свидлером, Иванчуком и Карјакином, победивши Адамса. Раџабов је називан одличним контра нападачем, који преузима контролу у игри након и најмање противникове грешке.

На Линарес шаховском турниру 2003. Раџабов, који је имао 15 година, победио је Каспарова са црним фигурама. Партија је, уз опречна мишљења, проглашена за најлепшу партију турнира. Предлагачи су хвалили храброст младог Раџабова у борби против светског броја један, а противници су тврдили да је Раџабов био изгубљен и да је победио само захваљујући грубом превиду Каспарова 
|   | a | b | c | d | e | f | g | h |   |
| 8 | c8 black king · d8 black rook · h8 black rook · e7 black bishop · g7 black pawn · a6 black pawn · b6 black queen · c6 black knight · e6 black pawn · b5 black pawn · d5 black pawn · e5 white pawn · c4 black pawn · d4 white pawn · f4 white bishop · g4 black knight · a3 white pawn · c3 white pawn · g3 white knight · b2 white pawn · d2 white queen · e2 white bishop · h2 white pawn · a1 white rook · e1 white king · h1 white rook | c8 black king · d8 black rook · h8 black rook · e7 black bishop · g7 black pawn · a6 black pawn · b6 black queen · c6 black knight · e6 black pawn · b5 black pawn · d5 black pawn · e5 white pawn · c4 black pawn · d4 white pawn · f4 white bishop · g4 black knight · a3 white pawn · c3 white pawn · g3 white knight · b2 white pawn · d2 white queen · e2 white bishop · h2 white pawn · a1 white rook · e1 white king · h1 white rook | c8 black king · d8 black rook · h8 black rook · e7 black bishop · g7 black pawn · a6 black pawn · b6 black queen · c6 black knight · e6 black pawn · b5 black pawn · d5 black pawn · e5 white pawn · c4 black pawn · d4 white pawn · f4 white bishop · g4 black knight · a3 white pawn · c3 white pawn · g3 white knight · b2 white pawn · d2 white queen · e2 white bishop · h2 white pawn · a1 white rook · e1 white king · h1 white rook | c8 black king · d8 black rook · h8 black rook · e7 black bishop · g7 black pawn · a6 black pawn · b6 black queen · c6 black knight · e6 black pawn · b5 black pawn · d5 black pawn · e5 white pawn · c4 black pawn · d4 white pawn · f4 white bishop · g4 black knight · a3 white pawn · c3 white pawn · g3 white knight · b2 white pawn · d2 white queen · e2 white bishop · h2 white pawn · a1 white rook · e1 white king · h1 white rook | c8 black king · d8 black rook · h8 black rook · e7 black bishop · g7 black pawn · a6 black pawn · b6 black queen · c6 black knight · e6 black pawn · b5 black pawn · d5 black pawn · e5 white pawn · c4 black pawn · d4 white pawn · f4 white bishop · g4 black knight · a3 white pawn · c3 white pawn · g3 white knight · b2 white pawn · d2 white queen · e2 white bishop · h2 white pawn · a1 white rook · e1 white king · h1 white rook | c8 black king · d8 black rook · h8 black rook · e7 black bishop · g7 black pawn · a6 black pawn · b6 black queen · c6 black knight · e6 black pawn · b5 black pawn · d5 black pawn · e5 white pawn · c4 black pawn · d4 white pawn · f4 white bishop · g4 black knight · a3 white pawn · c3 white pawn · g3 white knight · b2 white pawn · d2 white queen · e2 white bishop · h2 white pawn · a1 white rook · e1 white king · h1 white rook | c8 black king · d8 black rook · h8 black rook · e7 black bishop · g7 black pawn · a6 black pawn · b6 black queen · c6 black knight · e6 black pawn · b5 black pawn · d5 black pawn · e5 white pawn · c4 black pawn · d4 white pawn · f4 white bishop · g4 black knight · a3 white pawn · c3 white pawn · g3 white knight · b2 white pawn · d2 white queen · e2 white bishop · h2 white pawn · a1 white rook · e1 white king · h1 white rook | c8 black king · d8 black rook · h8 black rook · e7 black bishop · g7 black pawn · a6 black pawn · b6 black queen · c6 black knight · e6 black pawn · b5 black pawn · d5 black pawn · e5 white pawn · c4 black pawn · d4 white pawn · f4 white bishop · g4 black knight · a3 white pawn · c3 white pawn · g3 white knight · b2 white pawn · d2 white queen · e2 white bishop · h2 white pawn · a1 white rook · e1 white king · h1 white rook | 8 |
| 7 | c8 black king · d8 black rook · h8 black rook · e7 black bishop · g7 black pawn · a6 black pawn · b6 black queen · c6 black knight · e6 black pawn · b5 black pawn · d5 black pawn · e5 white pawn · c4 black pawn · d4 white pawn · f4 white bishop · g4 black knight · a3 white pawn · c3 white pawn · g3 white knight · b2 white pawn · d2 white queen · e2 white bishop · h2 white pawn · a1 white rook · e1 white king · h1 white rook | c8 black king · d8 black rook · h8 black rook · e7 black bishop · g7 black pawn · a6 black pawn · b6 black queen · c6 black knight · e6 black pawn · b5 black pawn · d5 black pawn · e5 white pawn · c4 black pawn · d4 white pawn · f4 white bishop · g4 black knight · a3 white pawn · c3 white pawn · g3 white knight · b2 white pawn · d2 white queen · e2 white bishop · h2 white pawn · a1 white rook · e1 white king · h1 white rook | c8 black king · d8 black rook · h8 black rook · e7 black bishop · g7 black pawn · a6 black pawn · b6 black queen · c6 black knight · e6 black pawn · b5 black pawn · d5 black pawn · e5 white pawn · c4 black pawn · d4 white pawn · f4 white bishop · g4 black knight · a3 white pawn · c3 white pawn · g3 white knight · b2 white pawn · d2 white queen · e2 white bishop · h2 white pawn · a1 white rook · e1 white king · h1 white rook | c8 black king · d8 black rook · h8 black rook · e7 black bishop · g7 black pawn · a6 black pawn · b6 black queen · c6 black knight · e6 black pawn · b5 black pawn · d5 black pawn · e5 white pawn · c4 black pawn · d4 white pawn · f4 white bishop · g4 black knight · a3 white pawn · c3 white pawn · g3 white knight · b2 white pawn · d2 white queen · e2 white bishop · h2 white pawn · a1 white rook · e1 white king · h1 white rook | c8 black king · d8 black rook · h8 black rook · e7 black bishop · g7 black pawn · a6 black pawn · b6 black queen · c6 black knight · e6 black pawn · b5 black pawn · d5 black pawn · e5 white pawn · c4 black pawn · d4 white pawn · f4 white bishop · g4 black knight · a3 white pawn · c3 white pawn · g3 white knight · b2 white pawn · d2 white queen · e2 white bishop · h2 white pawn · a1 white rook · e1 white king · h1 white rook | c8 black king · d8 black rook · h8 black rook · e7 black bishop · g7 black pawn · a6 black pawn · b6 black queen · c6 black knight · e6 black pawn · b5 black pawn · d5 black pawn · e5 white pawn · c4 black pawn · d4 white pawn · f4 white bishop · g4 black knight · a3 white pawn · c3 white pawn · g3 white knight · b2 white pawn · d2 white queen · e2 white bishop · h2 white pawn · a1 white rook · e1 white king · h1 white rook | c8 black king · d8 black rook · h8 black rook · e7 black bishop · g7 black pawn · a6 black pawn · b6 black queen · c6 black knight · e6 black pawn · b5 black pawn · d5 black pawn · e5 white pawn · c4 black pawn · d4 white pawn · f4 white bishop · g4 black knight · a3 white pawn · c3 white pawn · g3 white knight · b2 white pawn · d2 white queen · e2 white bishop · h2 white pawn · a1 white rook · e1 white king · h1 white rook | c8 black king · d8 black rook · h8 black rook · e7 black bishop · g7 black pawn · a6 black pawn · b6 black queen · c6 black knight · e6 black pawn · b5 black pawn · d5 black pawn · e5 white pawn · c4 black pawn · d4 white pawn · f4 white bishop · g4 black knight · a3 white pawn · c3 white pawn · g3 white knight · b2 white pawn · d2 white queen · e2 white bishop · h2 white pawn · a1 white rook · e1 white king · h1 white rook | 7 |
| 6 | c8 black king · d8 black rook · h8 black rook · e7 black bishop · g7 black pawn · a6 black pawn · b6 black queen · c6 black knight · e6 black pawn · b5 black pawn · d5 black pawn · e5 white pawn · c4 black pawn · d4 white pawn · f4 white bishop · g4 black knight · a3 white pawn · c3 white pawn · g3 white knight · b2 white pawn · d2 white queen · e2 white bishop · h2 white pawn · a1 white rook · e1 white king · h1 white rook | c8 black king · d8 black rook · h8 black rook · e7 black bishop · g7 black pawn · a6 black pawn · b6 black queen · c6 black knight · e6 black pawn · b5 black pawn · d5 black pawn · e5 white pawn · c4 black pawn · d4 white pawn · f4 white bishop · g4 black knight · a3 white pawn · c3 white pawn · g3 white knight · b2 white pawn · d2 white queen · e2 white bishop · h2 white pawn · a1 white rook · e1 white king · h1 white rook | c8 black king · d8 black rook · h8 black rook · e7 black bishop · g7 black pawn · a6 black pawn · b6 black queen · c6 black knight · e6 black pawn · b5 black pawn · d5 black pawn · e5 white pawn · c4 black pawn · d4 white pawn · f4 white bishop · g4 black knight · a3 white pawn · c3 white pawn · g3 white knight · b2 white pawn · d2 white queen · e2 white bishop · h2 white pawn · a1 white rook · e1 white king · h1 white rook | c8 black king · d8 black rook · h8 black rook · e7 black bishop · g7 black pawn · a6 black pawn · b6 black queen · c6 black knight · e6 black pawn · b5 black pawn · d5 black pawn · e5 white pawn · c4 black pawn · d4 white pawn · f4 white bishop · g4 black knight · a3 white pawn · c3 white pawn · g3 white knight · b2 white pawn · d2 white queen · e2 white bishop · h2 white pawn · a1 white rook · e1 white king · h1 white rook | c8 black king · d8 black rook · h8 black rook · e7 black bishop · g7 black pawn · a6 black pawn · b6 black queen · c6 black knight · e6 black pawn · b5 black pawn · d5 black pawn · e5 white pawn · c4 black pawn · d4 white pawn · f4 white bishop · g4 black knight · a3 white pawn · c3 white pawn · g3 white knight · b2 white pawn · d2 white queen · e2 white bishop · h2 white pawn · a1 white rook · e1 white king · h1 white rook | c8 black king · d8 black rook · h8 black rook · e7 black bishop · g7 black pawn · a6 black pawn · b6 black queen · c6 black knight · e6 black pawn · b5 black pawn · d5 black pawn · e5 white pawn · c4 black pawn · d4 white pawn · f4 white bishop · g4 black knight · a3 white pawn · c3 white pawn · g3 white knight · b2 white pawn · d2 white queen · e2 white bishop · h2 white pawn · a1 white rook · e1 white king · h1 white rook | c8 black king · d8 black rook · h8 black rook · e7 black bishop · g7 black pawn · a6 black pawn · b6 black queen · c6 black knight · e6 black pawn · b5 black pawn · d5 black pawn · e5 white pawn · c4 black pawn · d4 white pawn · f4 white bishop · g4 black knight · a3 white pawn · c3 white pawn · g3 white knight · b2 white pawn · d2 white queen · e2 white bishop · h2 white pawn · a1 white rook · e1 white king · h1 white rook | c8 black king · d8 black rook · h8 black rook · e7 black bishop · g7 black pawn · a6 black pawn · b6 black queen · c6 black knight · e6 black pawn · b5 black pawn · d5 black pawn · e5 white pawn · c4 black pawn · d4 white pawn · f4 white bishop · g4 black knight · a3 white pawn · c3 white pawn · g3 white knight · b2 white pawn · d2 white queen · e2 white bishop · h2 white pawn · a1 white rook · e1 white king · h1 white rook | 6 |
| 5 | c8 black king · d8 black rook · h8 black rook · e7 black bishop · g7 black pawn · a6 black pawn · b6 black queen · c6 black knight · e6 black pawn · b5 black pawn · d5 black pawn · e5 white pawn · c4 black pawn · d4 white pawn · f4 white bishop · g4 black knight · a3 white pawn · c3 white pawn · g3 white knight · b2 white pawn · d2 white queen · e2 white bishop · h2 white pawn · a1 white rook · e1 white king · h1 white rook | c8 black king · d8 black rook · h8 black rook · e7 black bishop · g7 black pawn · a6 black pawn · b6 black queen · c6 black knight · e6 black pawn · b5 black pawn · d5 black pawn · e5 white pawn · c4 black pawn · d4 white pawn · f4 white bishop · g4 black knight · a3 white pawn · c3 white pawn · g3 white knight · b2 white pawn · d2 white queen · e2 white bishop · h2 white pawn · a1 white rook · e1 white king · h1 white rook | c8 black king · d8 black rook · h8 black rook · e7 black bishop · g7 black pawn · a6 black pawn · b6 black queen · c6 black knight · e6 black pawn · b5 black pawn · d5 black pawn · e5 white pawn · c4 black pawn · d4 white pawn · f4 white bishop · g4 black knight · a3 white pawn · c3 white pawn · g3 white knight · b2 white pawn · d2 white queen · e2 white bishop · h2 white pawn · a1 white rook · e1 white king · h1 white rook | c8 black king · d8 black rook · h8 black rook · e7 black bishop · g7 black pawn · a6 black pawn · b6 black queen · c6 black knight · e6 black pawn · b5 black pawn · d5 black pawn · e5 white pawn · c4 black pawn · d4 white pawn · f4 white bishop · g4 black knight · a3 white pawn · c3 white pawn · g3 white knight · b2 white pawn · d2 white queen · e2 white bishop · h2 white pawn · a1 white rook · e1 white king · h1 white rook | c8 black king · d8 black rook · h8 black rook · e7 black bishop · g7 black pawn · a6 black pawn · b6 black queen · c6 black knight · e6 black pawn · b5 black pawn · d5 black pawn · e5 white pawn · c4 black pawn · d4 white pawn · f4 white bishop · g4 black knight · a3 white pawn · c3 white pawn · g3 white knight · b2 white pawn · d2 white queen · e2 white bishop · h2 white pawn · a1 white rook · e1 white king · h1 white rook | c8 black king · d8 black rook · h8 black rook · e7 black bishop · g7 black pawn · a6 black pawn · b6 black queen · c6 black knight · e6 black pawn · b5 black pawn · d5 black pawn · e5 white pawn · c4 black pawn · d4 white pawn · f4 white bishop · g4 black knight · a3 white pawn · c3 white pawn · g3 white knight · b2 white pawn · d2 white queen · e2 white bishop · h2 white pawn · a1 white rook · e1 white king · h1 white rook | c8 black king · d8 black rook · h8 black rook · e7 black bishop · g7 black pawn · a6 black pawn · b6 black queen · c6 black knight · e6 black pawn · b5 black pawn · d5 black pawn · e5 white pawn · c4 black pawn · d4 white pawn · f4 white bishop · g4 black knight · a3 white pawn · c3 white pawn · g3 white knight · b2 white pawn · d2 white queen · e2 white bishop · h2 white pawn · a1 white rook · e1 white king · h1 white rook | c8 black king · d8 black rook · h8 black rook · e7 black bishop · g7 black pawn · a6 black pawn · b6 black queen · c6 black knight · e6 black pawn · b5 black pawn · d5 black pawn · e5 white pawn · c4 black pawn · d4 white pawn · f4 white bishop · g4 black knight · a3 white pawn · c3 white pawn · g3 white knight · b2 white pawn · d2 white queen · e2 white bishop · h2 white pawn · a1 white rook · e1 white king · h1 white rook | 5 |
| 4 | c8 black king · d8 black rook · h8 black rook · e7 black bishop · g7 black pawn · a6 black pawn · b6 black queen · c6 black knight · e6 black pawn · b5 black pawn · d5 black pawn · e5 white pawn · c4 black pawn · d4 white pawn · f4 white bishop · g4 black knight · a3 white pawn · c3 white pawn · g3 white knight · b2 white pawn · d2 white queen · e2 white bishop · h2 white pawn · a1 white rook · e1 white king · h1 white rook | c8 black king · d8 black rook · h8 black rook · e7 black bishop · g7 black pawn · a6 black pawn · b6 black queen · c6 black knight · e6 black pawn · b5 black pawn · d5 black pawn · e5 white pawn · c4 black pawn · d4 white pawn · f4 white bishop · g4 black knight · a3 white pawn · c3 white pawn · g3 white knight · b2 white pawn · d2 white queen · e2 white bishop · h2 white pawn · a1 white rook · e1 white king · h1 white rook | c8 black king · d8 black rook · h8 black rook · e7 black bishop · g7 black pawn · a6 black pawn · b6 black queen · c6 black knight · e6 black pawn · b5 black pawn · d5 black pawn · e5 white pawn · c4 black pawn · d4 white pawn · f4 white bishop · g4 black knight · a3 white pawn · c3 white pawn · g3 white knight · b2 white pawn · d2 white queen · e2 white bishop · h2 white pawn · a1 white rook · e1 white king · h1 white rook | c8 black king · d8 black rook · h8 black rook · e7 black bishop · g7 black pawn · a6 black pawn · b6 black queen · c6 black knight · e6 black pawn · b5 black pawn · d5 black pawn · e5 white pawn · c4 black pawn · d4 white pawn · f4 white bishop · g4 black knight · a3 white pawn · c3 white pawn · g3 white knight · b2 white pawn · d2 white queen · e2 white bishop · h2 white pawn · a1 white rook · e1 white king · h1 white rook | c8 black king · d8 black rook · h8 black rook · e7 black bishop · g7 black pawn · a6 black pawn · b6 black queen · c6 black knight · e6 black pawn · b5 black pawn · d5 black pawn · e5 white pawn · c4 black pawn · d4 white pawn · f4 white bishop · g4 black knight · a3 white pawn · c3 white pawn · g3 white knight · b2 white pawn · d2 white queen · e2 white bishop · h2 white pawn · a1 white rook · e1 white king · h1 white rook | c8 black king · d8 black rook · h8 black rook · e7 black bishop · g7 black pawn · a6 black pawn · b6 black queen · c6 black knight · e6 black pawn · b5 black pawn · d5 black pawn · e5 white pawn · c4 black pawn · d4 white pawn · f4 white bishop · g4 black knight · a3 white pawn · c3 white pawn · g3 white knight · b2 white pawn · d2 white queen · e2 white bishop · h2 white pawn · a1 white rook · e1 white king · h1 white rook | c8 black king · d8 black rook · h8 black rook · e7 black bishop · g7 black pawn · a6 black pawn · b6 black queen · c6 black knight · e6 black pawn · b5 black pawn · d5 black pawn · e5 white pawn · c4 black pawn · d4 white pawn · f4 white bishop · g4 black knight · a3 white pawn · c3 white pawn · g3 white knight · b2 white pawn · d2 white queen · e2 white bishop · h2 white pawn · a1 white rook · e1 white king · h1 white rook | c8 black king · d8 black rook · h8 black rook · e7 black bishop · g7 black pawn · a6 black pawn · b6 black queen · c6 black knight · e6 black pawn · b5 black pawn · d5 black pawn · e5 white pawn · c4 black pawn · d4 white pawn · f4 white bishop · g4 black knight · a3 white pawn · c3 white pawn · g3 white knight · b2 white pawn · d2 white queen · e2 white bishop · h2 white pawn · a1 white rook · e1 white king · h1 white rook | 4 |
| 3 | c8 black king · d8 black rook · h8 black rook · e7 black bishop · g7 black pawn · a6 black pawn · b6 black queen · c6 black knight · e6 black pawn · b5 black pawn · d5 black pawn · e5 white pawn · c4 black pawn · d4 white pawn · f4 white bishop · g4 black knight · a3 white pawn · c3 white pawn · g3 white knight · b2 white pawn · d2 white queen · e2 white bishop · h2 white pawn · a1 white rook · e1 white king · h1 white rook | c8 black king · d8 black rook · h8 black rook · e7 black bishop · g7 black pawn · a6 black pawn · b6 black queen · c6 black knight · e6 black pawn · b5 black pawn · d5 black pawn · e5 white pawn · c4 black pawn · d4 white pawn · f4 white bishop · g4 black knight · a3 white pawn · c3 white pawn · g3 white knight · b2 white pawn · d2 white queen · e2 white bishop · h2 white pawn · a1 white rook · e1 white king · h1 white rook | c8 black king · d8 black rook · h8 black rook · e7 black bishop · g7 black pawn · a6 black pawn · b6 black queen · c6 black knight · e6 black pawn · b5 black pawn · d5 black pawn · e5 white pawn · c4 black pawn · d4 white pawn · f4 white bishop · g4 black knight · a3 white pawn · c3 white pawn · g3 white knight · b2 white pawn · d2 white queen · e2 white bishop · h2 white pawn · a1 white rook · e1 white king · h1 white rook | c8 black king · d8 black rook · h8 black rook · e7 black bishop · g7 black pawn · a6 black pawn · b6 black queen · c6 black knight · e6 black pawn · b5 black pawn · d5 black pawn · e5 white pawn · c4 black pawn · d4 white pawn · f4 white bishop · g4 black knight · a3 white pawn · c3 white pawn · g3 white knight · b2 white pawn · d2 white queen · e2 white bishop · h2 white pawn · a1 white rook · e1 white king · h1 white rook | c8 black king · d8 black rook · h8 black rook · e7 black bishop · g7 black pawn · a6 black pawn · b6 black queen · c6 black knight · e6 black pawn · b5 black pawn · d5 black pawn · e5 white pawn · c4 black pawn · d4 white pawn · f4 white bishop · g4 black knight · a3 white pawn · c3 white pawn · g3 white knight · b2 white pawn · d2 white queen · e2 white bishop · h2 white pawn · a1 white rook · e1 white king · h1 white rook | c8 black king · d8 black rook · h8 black rook · e7 black bishop · g7 black pawn · a6 black pawn · b6 black queen · c6 black knight · e6 black pawn · b5 black pawn · d5 black pawn · e5 white pawn · c4 black pawn · d4 white pawn · f4 white bishop · g4 black knight · a3 white pawn · c3 white pawn · g3 white knight · b2 white pawn · d2 white queen · e2 white bishop · h2 white pawn · a1 white rook · e1 white king · h1 white rook | c8 black king · d8 black rook · h8 black rook · e7 black bishop · g7 black pawn · a6 black pawn · b6 black queen · c6 black knight · e6 black pawn · b5 black pawn · d5 black pawn · e5 white pawn · c4 black pawn · d4 white pawn · f4 white bishop · g4 black knight · a3 white pawn · c3 white pawn · g3 white knight · b2 white pawn · d2 white queen · e2 white bishop · h2 white pawn · a1 white rook · e1 white king · h1 white rook | c8 black king · d8 black rook · h8 black rook · e7 black bishop · g7 black pawn · a6 black pawn · b6 black queen · c6 black knight · e6 black pawn · b5 black pawn · d5 black pawn · e5 white pawn · c4 black pawn · d4 white pawn · f4 white bishop · g4 black knight · a3 white pawn · c3 white pawn · g3 white knight · b2 white pawn · d2 white queen · e2 white bishop · h2 white pawn · a1 white rook · e1 white king · h1 white rook | 3 |
| 2 | c8 black king · d8 black rook · h8 black rook · e7 black bishop · g7 black pawn · a6 black pawn · b6 black queen · c6 black knight · e6 black pawn · b5 black pawn · d5 black pawn · e5 white pawn · c4 black pawn · d4 white pawn · f4 white bishop · g4 black knight · a3 white pawn · c3 white pawn · g3 white knight · b2 white pawn · d2 white queen · e2 white bishop · h2 white pawn · a1 white rook · e1 white king · h1 white rook | c8 black king · d8 black rook · h8 black rook · e7 black bishop · g7 black pawn · a6 black pawn · b6 black queen · c6 black knight · e6 black pawn · b5 black pawn · d5 black pawn · e5 white pawn · c4 black pawn · d4 white pawn · f4 white bishop · g4 black knight · a3 white pawn · c3 white pawn · g3 white knight · b2 white pawn · d2 white queen · e2 white bishop · h2 white pawn · a1 white rook · e1 white king · h1 white rook | c8 black king · d8 black rook · h8 black rook · e7 black bishop · g7 black pawn · a6 black pawn · b6 black queen · c6 black knight · e6 black pawn · b5 black pawn · d5 black pawn · e5 white pawn · c4 black pawn · d4 white pawn · f4 white bishop · g4 black knight · a3 white pawn · c3 white pawn · g3 white knight · b2 white pawn · d2 white queen · e2 white bishop · h2 white pawn · a1 white rook · e1 white king · h1 white rook | c8 black king · d8 black rook · h8 black rook · e7 black bishop · g7 black pawn · a6 black pawn · b6 black queen · c6 black knight · e6 black pawn · b5 black pawn · d5 black pawn · e5 white pawn · c4 black pawn · d4 white pawn · f4 white bishop · g4 black knight · a3 white pawn · c3 white pawn · g3 white knight · b2 white pawn · d2 white queen · e2 white bishop · h2 white pawn · a1 white rook · e1 white king · h1 white rook | c8 black king · d8 black rook · h8 black rook · e7 black bishop · g7 black pawn · a6 black pawn · b6 black queen · c6 black knight · e6 black pawn · b5 black pawn · d5 black pawn · e5 white pawn · c4 black pawn · d4 white pawn · f4 white bishop · g4 black knight · a3 white pawn · c3 white pawn · g3 white knight · b2 white pawn · d2 white queen · e2 white bishop · h2 white pawn · a1 white rook · e1 white king · h1 white rook | c8 black king · d8 black rook · h8 black rook · e7 black bishop · g7 black pawn · a6 black pawn · b6 black queen · c6 black knight · e6 black pawn · b5 black pawn · d5 black pawn · e5 white pawn · c4 black pawn · d4 white pawn · f4 white bishop · g4 black knight · a3 white pawn · c3 white pawn · g3 white knight · b2 white pawn · d2 white queen · e2 white bishop · h2 white pawn · a1 white rook · e1 white king · h1 white rook | c8 black king · d8 black rook · h8 black rook · e7 black bishop · g7 black pawn · a6 black pawn · b6 black queen · c6 black knight · e6 black pawn · b5 black pawn · d5 black pawn · e5 white pawn · c4 black pawn · d4 white pawn · f4 white bishop · g4 black knight · a3 white pawn · c3 white pawn · g3 white knight · b2 white pawn · d2 white queen · e2 white bishop · h2 white pawn · a1 white rook · e1 white king · h1 white rook | c8 black king · d8 black rook · h8 black rook · e7 black bishop · g7 black pawn · a6 black pawn · b6 black queen · c6 black knight · e6 black pawn · b5 black pawn · d5 black pawn · e5 white pawn · c4 black pawn · d4 white pawn · f4 white bishop · g4 black knight · a3 white pawn · c3 white pawn · g3 white knight · b2 white pawn · d2 white queen · e2 white bishop · h2 white pawn · a1 white rook · e1 white king · h1 white rook | 2 |
| 1 | c8 black king · d8 black rook · h8 black rook · e7 black bishop · g7 black pawn · a6 black pawn · b6 black queen · c6 black knight · e6 black pawn · b5 black pawn · d5 black pawn · e5 white pawn · c4 black pawn · d4 white pawn · f4 white bishop · g4 black knight · a3 white pawn · c3 white pawn · g3 white knight · b2 white pawn · d2 white queen · e2 white bishop · h2 white pawn · a1 white rook · e1 white king · h1 white rook | c8 black king · d8 black rook · h8 black rook · e7 black bishop · g7 black pawn · a6 black pawn · b6 black queen · c6 black knight · e6 black pawn · b5 black pawn · d5 black pawn · e5 white pawn · c4 black pawn · d4 white pawn · f4 white bishop · g4 black knight · a3 white pawn · c3 white pawn · g3 white knight · b2 white pawn · d2 white queen · e2 white bishop · h2 white pawn · a1 white rook · e1 white king · h1 white rook | c8 black king · d8 black rook · h8 black rook · e7 black bishop · g7 black pawn · a6 black pawn · b6 black queen · c6 black knight · e6 black pawn · b5 black pawn · d5 black pawn · e5 white pawn · c4 black pawn · d4 white pawn · f4 white bishop · g4 black knight · a3 white pawn · c3 white pawn · g3 white knight · b2 white pawn · d2 white queen · e2 white bishop · h2 white pawn · a1 white rook · e1 white king · h1 white rook | c8 black king · d8 black rook · h8 black rook · e7 black bishop · g7 black pawn · a6 black pawn · b6 black queen · c6 black knight · e6 black pawn · b5 black pawn · d5 black pawn · e5 white pawn · c4 black pawn · d4 white pawn · f4 white bishop · g4 black knight · a3 white pawn · c3 white pawn · g3 white knight · b2 white pawn · d2 white queen · e2 white bishop · h2 white pawn · a1 white rook · e1 white king · h1 white rook | c8 black king · d8 black rook · h8 black rook · e7 black bishop · g7 black pawn · a6 black pawn · b6 black queen · c6 black knight · e6 black pawn · b5 black pawn · d5 black pawn · e5 white pawn · c4 black pawn · d4 white pawn · f4 white bishop · g4 black knight · a3 white pawn · c3 white pawn · g3 white knight · b2 white pawn · d2 white queen · e2 white bishop · h2 white pawn · a1 white rook · e1 white king · h1 white rook | c8 black king · d8 black rook · h8 black rook · e7 black bishop · g7 black pawn · a6 black pawn · b6 black queen · c6 black knight · e6 black pawn · b5 black pawn · d5 black pawn · e5 white pawn · c4 black pawn · d4 white pawn · f4 white bishop · g4 black knight · a3 white pawn · c3 white pawn · g3 white knight · b2 white pawn · d2 white queen · e2 white bishop · h2 white pawn · a1 white rook · e1 white king · h1 white rook | c8 black king · d8 black rook · h8 black rook · e7 black bishop · g7 black pawn · a6 black pawn · b6 black queen · c6 black knight · e6 black pawn · b5 black pawn · d5 black pawn · e5 white pawn · c4 black pawn · d4 white pawn · f4 white bishop · g4 black knight · a3 white pawn · c3 white pawn · g3 white knight · b2 white pawn · d2 white queen · e2 white bishop · h2 white pawn · a1 white rook · e1 white king · h1 white rook | c8 black king · d8 black rook · h8 black rook · e7 black bishop · g7 black pawn · a6 black pawn · b6 black queen · c6 black knight · e6 black pawn · b5 black pawn · d5 black pawn · e5 white pawn · c4 black pawn · d4 white pawn · f4 white bishop · g4 black knight · a3 white pawn · c3 white pawn · g3 white knight · b2 white pawn · d2 white queen · e2 white bishop · h2 white pawn · a1 white rook · e1 white king · h1 white rook | 1 |
|   | a | b | c | d | e | f | g | h |   |

Раџабов жртвује коња, потез 21...Ngxe5, је био похваљен од неколико јаких играча, укључујући енглеског велемајстора Најџел Шорта :
Раџабов игра веома инвентивно... он једноставно не жели да преда, он је изузетно живахан и увек ће наћи начин да замути воду, да завара траг. Он је веома добар у проналажењу збуњујућих потеза. Овде је пореметио Каспарова потпуно разбивши његов ритам игре... У томе је смисао Раџабовљеве жртве – није тако изгледало, али му је та жртва дала ове практичне шансе.
Међутим, ова жртва је названа "очајном" од стране велемајстора Мигуел Иљескаса, а и по Chessbase.com, "велемајстори са којима смо разговарали похвалили су Раџабовљево опстајање у лошијој позицији, али су критиковали партију као недостојну награде, јер се заснивала на превидима."
Раџабов је постао први играч рођен након што је Каспаров први пут постао светски шампион у шаху у 1985. године, који га је победио. Раџабов је такође и најмлађи играч у историји који је победио актуелног играча број један у партији на турниру са временском контролом.

## Значајне турнирске победе
- 1998 Куп Каспарова, 1.
- 1999 Европски омладински шампионат  U-18, 1
- Шаховски турнир Будимпешта 2000, 1.
- 2005 Дос Ерманас, 1.
- 2005 Појединачно првенство Европе у шаху, 2.
- 2006 Кап даг, убрзани шах, 1.
- 2007 Шаховски турнир у Вајк ан Зеу, деоба првог места.
- 2008 Елиста Гран при, 1
- 2015 Светско првенство у убрзаном шаху, деоба другог места.
- 2017 Женевски Гран при, 1
- Европски тимски Шаховски Шампионат, екипно прво место (2009, 2013, 2017)

## Спорови
У интервјуу у 2005. години Раџабов је рекао да је Каспарове користио свој утицај да спречи Раџабов да буде позван на топ-турнире, након што Раџабов постигао са њим у Линаресу 2003 (+1 =1).
У 2007. години, на питање о томе како се он осећао у мечу против репрезентације Јерменије, азербејџанска новинска агенција цитира Раџабова: "Сви ми имамо осећање мржње према њима". Раџабов је рекао да му је ова изјава приписана "у ненормалном облику", и да док "не успоставимо једноставне односе са Јерменијом", он не би "никада пао до патолошког национализма".

## УНИЦЕФ
У мају 2006. године он је постао УНИЦЕФов Национални амбасадор добре воље Азербејџана. Он се залаже за општег јодирање соли у земљи. Представник УНИЦЕФ-а у Азербејџану Хана Сингер је истакла да су веома срећни што имају Тејмура да помогне у побољшању живота деце и младих у Азербејџану. Они су сигурни да ће Тејмур постати ватрени и активни присталица који ће користити свој велики таленат, да инспирише младе људе.